# Château Blanc

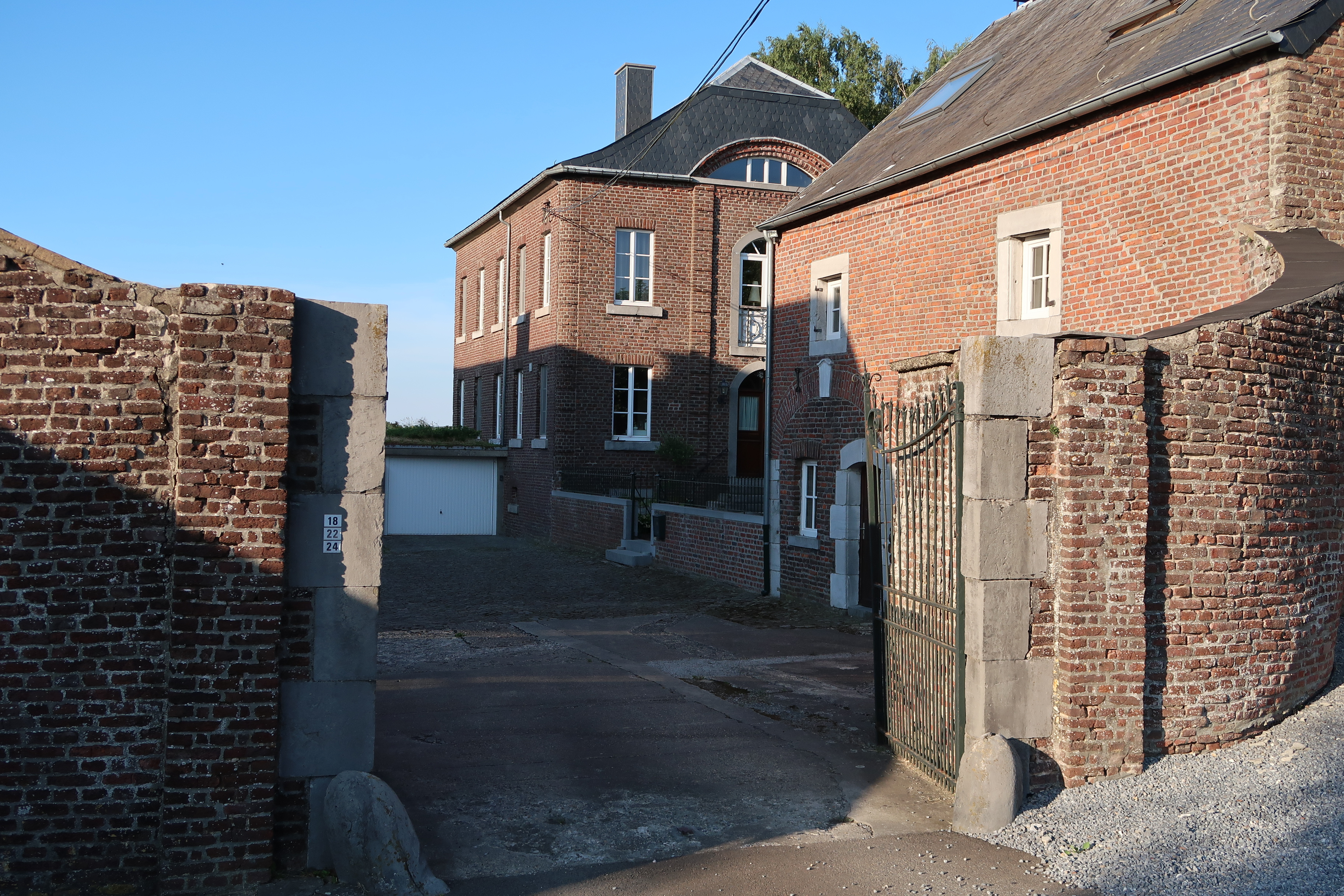

Het Château Blanc is een kasteel in de buurtschap Loneux van het tot de Belgische gemeente Blegny behorende dorp Mortier, gelegen aan de Rue du Château Blanc.
Het huidige woongebouw is 19e-eeuws, en het wordt omgeven door de gebouwen van de kasteelboerderij. Het kasteel, feitelijk een boerenwoning, is gebouwd in baksteen en niet wit, zoals de naam zou doen vermoeden.
Het complex wordt betreden door een poort, met links en rechts boerderijgebouwen en naar achter liggend het feitelijke "kasteel". De schuren zijn door wagenpoorten toegankelijk. Deze vertonen sluitstenen met de jaartallen 1764 respectievelijk 1776.